# Freeman Etudes
Freeman Etudes es un conjunto de estudios para violín solo compuesto por John Cage. Al igual que los Etudes Australes para piano, estas obras son increíblemente complejas, casi imposibles de interpretar y representaban para Cage la “practicidad de lo imposible” como una respuesta a la noción de que resolver los problemas políticos y sociales del mundo es imposible.

## Detalles
En 1977, Betty Freeman se acercó a Cage, a quien le pidió que compusiera un conjunto de estudios para el violinista Paul Zukofsky (quien, al mismo tiempo, también ayudaría a Cage a trabajar en la transcripción de violín de Cheap Imitation). Cage decidió modelar la obra como su anterior conjunto de estudios para piano, Etudes Australes. Ese trabajo había sido un conjunto de 32 estudios, 4 libros de 8 estudios cada uno, y se compuso usando la indeterminación mediante gráficos estelares y, como era habitual en Cage, el I Ching. Zukofsky le pidió a Cage música que pudiera anotarse de una manera convencional, asumiendo que Cage estaba regresando en Etudes Australes, y lo más preciso posible. Cage entendió la solicitud literalmente y procedió a crear composiciones que tendrían tantos detalles que sería casi imposible realizarlas. 
En 1980 Cage abandonó el ciclo, en parte porque Zukofsky atestiguó que las piezas no se podían interpretar. Sin embargo, se terminaron los primeros diecisiete estudios y se editaron e interpretaron los Libros I y II (Estudios 1-16) (la primera representación de los Libros I y II fue realizada por János Négyesy en 1984 en Turín, Italia). El violinista Irvine Arditti expresó su interés en la obra y, en el verano de 1988, fue capaz de tocarla a un tempo aún más rápido que el indicado en la partitura, lo que demuestra que la música era, de hecho, interpretable. Arditti continuó practicando los estudios, apuntando a una velocidad aún más rápida, aparentemente malinterpretando la indicación de Cage en la partitura para tocar cada medida en "tan poco tiempo como lo permita su virtuosismo", en el que Cage simplemente quería decir que la duración era diferente para cada intérprete. Inspirado por el hecho de que la música era interpretable, Cage decidió completar el ciclo, lo que finalmente hizo en 1990 con la ayuda de James Pritchett, quien le ayudó a reconstruir el método utilizado para componer las obras (que era requerido, porque Cage había olvidado los detalles después de 10 años de no trabajar en la pieza). La primera interpretación completa de todos los estudios (1-32) fue realizada por Irvine Arditti en Zúrich en junio de 1991. Négyesy también tocó los dos últimos libros de los Etudes el mismo año en Ferrara, Italia.

## Ediciones
- Edición Peters 66813 a/b/c/d. (c) de 1981, 1992 Henmar Press.